# Harkenclenus mopsus
Harkenclenus mopsus är en fjärilsart som beskrevs av Jacob Hübner 1818. Harkenclenus mopsus ingår i släktet Harkenclenus och familjen juvelvingar. Inga underarter finns listade i Catalogue of Life.